# Mieczysław Grydzewski

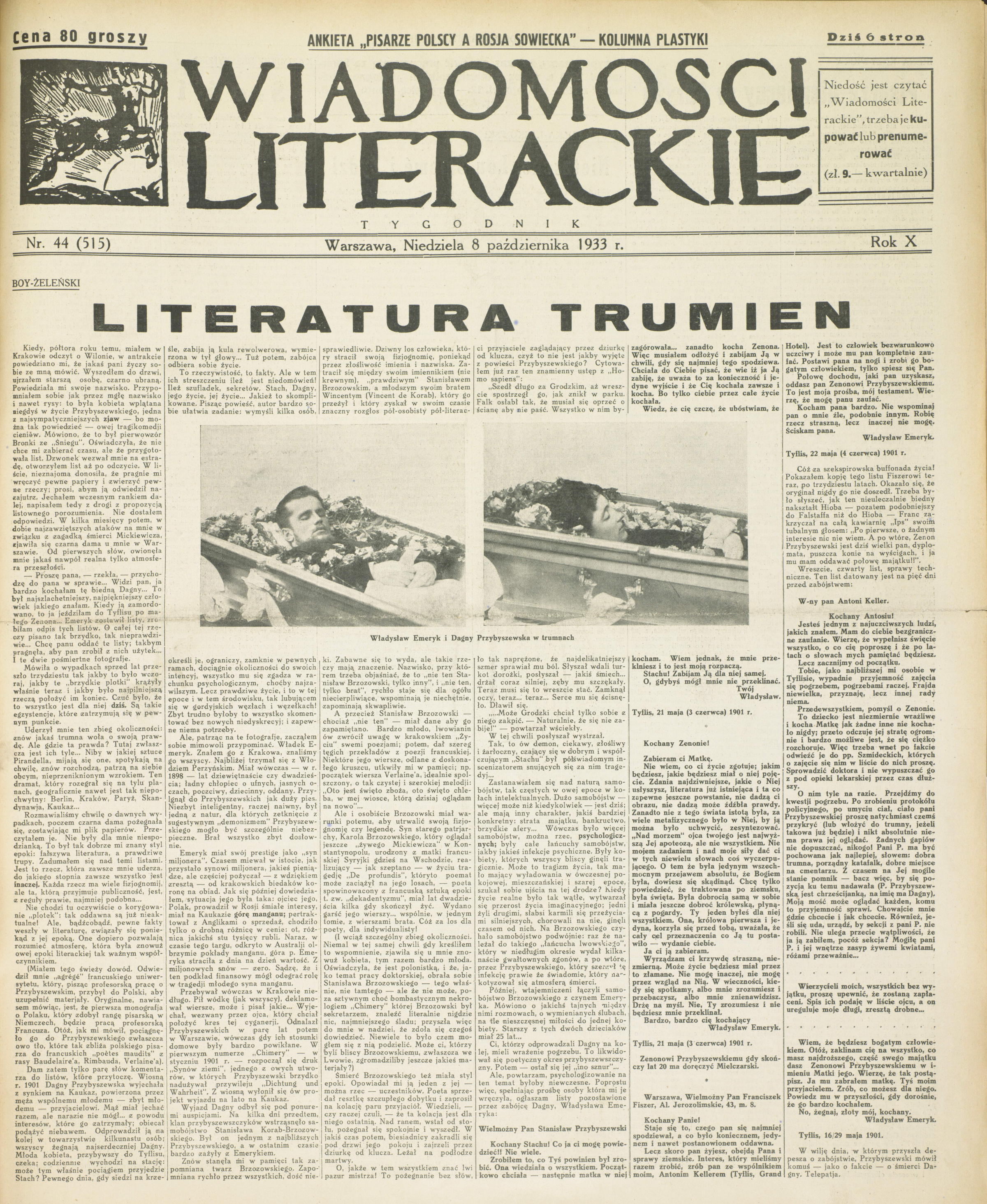
„Wiadomości Literackie”, nr 44 (515), 1933

Mieczysław Grydzewski, oryg. Mieczysław Grützhändler, później Grycendler (ur. 27 grudnia 1894 w Warszawie, zm. 9 stycznia 1970 w Londynie) – polski historyk pochodzenia żydowskiego, felietonista, dziennikarz, redaktor czasopisma „Skamander” oraz tygodnika „Wiadomości Literackie”.

## Życiorys
Syn Jakuba i Cecylii z Beudelschów. W czasie I wojny światowej rozpoczął studia prawnicze na Uniwersytecie Moskiewskim, które kontynuował na Uniwersytecie Warszawskim pod kierunkiem Marcelego Handelsmana, uzyskując w 1922 stopień doktora nauk filozoficznych.
W czasie wojny polsko-bolszewickiej pracował wraz z Janem Lechoniem i Julianem Tuwimem w Biurze Prasowym Wodza Naczelnego Józefa Piłsudskiego. Założyciel i redaktor pism literackich dwudziestolecia międzywojennego: „Skamander” i „Wiadomości Literackie”. Na łamach tego pierwszego powstała grupa literacka o takiej samej nazwie; to drugie pod zmienianą nazwą („Wiadomości Polskie, Polityczne i Literackie” oraz „Wiadomości”) prowadził nieprzerwanie na emigracji w Paryżu (od 1939) i Londynie (od 1940) przez lat 40., nierzadko skłócony z przedwojennymi przyjaciółmi, którym nie mógł wybaczyć powrotu do Polski i służalczego popierania stalinizmu (szczególnie dotyczyło to Juliana Tuwima).
Grydzewski był też w „Wiadomościach” autorem felietonów pod tytułem Silva rerum. I mimo że do ich autorstwa nie przyznawał się (podpisywał je przeróżnymi pseudonimami, a nawet prowadził w nich polemiki z redaktorem naczelnym), to wkładał w nie większość swego czasu i energii twórczej. Felietony te powstawały zazwyczaj w czytelni British Museum i analizowały wynajdywane historyczne ciekawostki nt. Polski oraz literatury. Dużo miejsca zajmuje w nich też wątek polskich Żydów. W 1966 po znacznym pogorszeniu stanu zdrowia przekazał prowadzenie „Wiadomości” Michałowi Chmielowcowi, pozostawiając sobie dział Silva rerum.
W 1957 powołał emigracyjną Akademię Literatury, zwaną Akademią Grydzewskiego i ustanowił „Nagrodę Wiadomości” przyznawaną corocznie do 1990 dla najlepszej książki polskiej wydanej na emigracji.
W 1994 pojawił się pierwszy książkowy wybór felietonów M. Grydzewskiego Silva rerum.

## Upamiętnienie
W 2014 jego imieniem nazwano aleję parkową w parku Marszałka Edwarda Rydza-Śmigłego w Warszawie.